# Magnitudine di eclissi

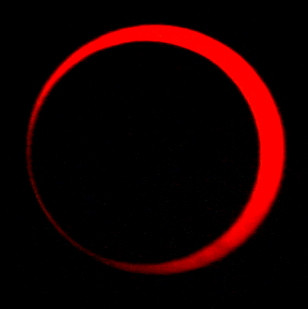
Un'eclissi anulare con magnitudine inferiore a 1,0.

La magnitudine di eclissi è la frazione di diametro del corpo eclissato (ad esempio il sole nelle eclissi solari) ad essere coperto dal corpo eclissante. Questa definizione si applica sia alle eclissi solari che a quelle lunari.
Non deve essere confusa con l'oscuramento di eclissi, che è invece la percentuale totale di superficie (espressa a volte in decimali) del corpo eclissato ad essere coperta.

## Spiegazione
Durante un'eclissi parziale o anulare la magnitudine è sempre compresa fra 0 e 1 (estremi esclusi), mentre oltre questo numero se ne ha una totale. Se la magnitudine è uguale a 0 non c'è nessuna eclissi.

## Esempi

### Eclissi solari
| Magnitudine | Esempio                                                                                                |
| ----------- | --- |
| 1,50        | Eclissi totale, il sole è coperto completamente, è quasi buio.                                         |
| 1,0         | Eclissi totale, il sole è coperto completamente, c'è poca luce.                                        |
| 0,5         | Eclissi parziale/anulare, il diametro del sole è coperto per metà, luce solare minore del solito.      |
| 0,1         | Eclissi parziale, il 10% del diametro del sole è coperto, non si nota quasi se non si guarda il cielo. |
| 0,0         | Nessuna eclissi, situazione ordinaria, la luna è lontana dal sole.                                     |